# Park Jana Kochanowskiego w Bydgoszczy

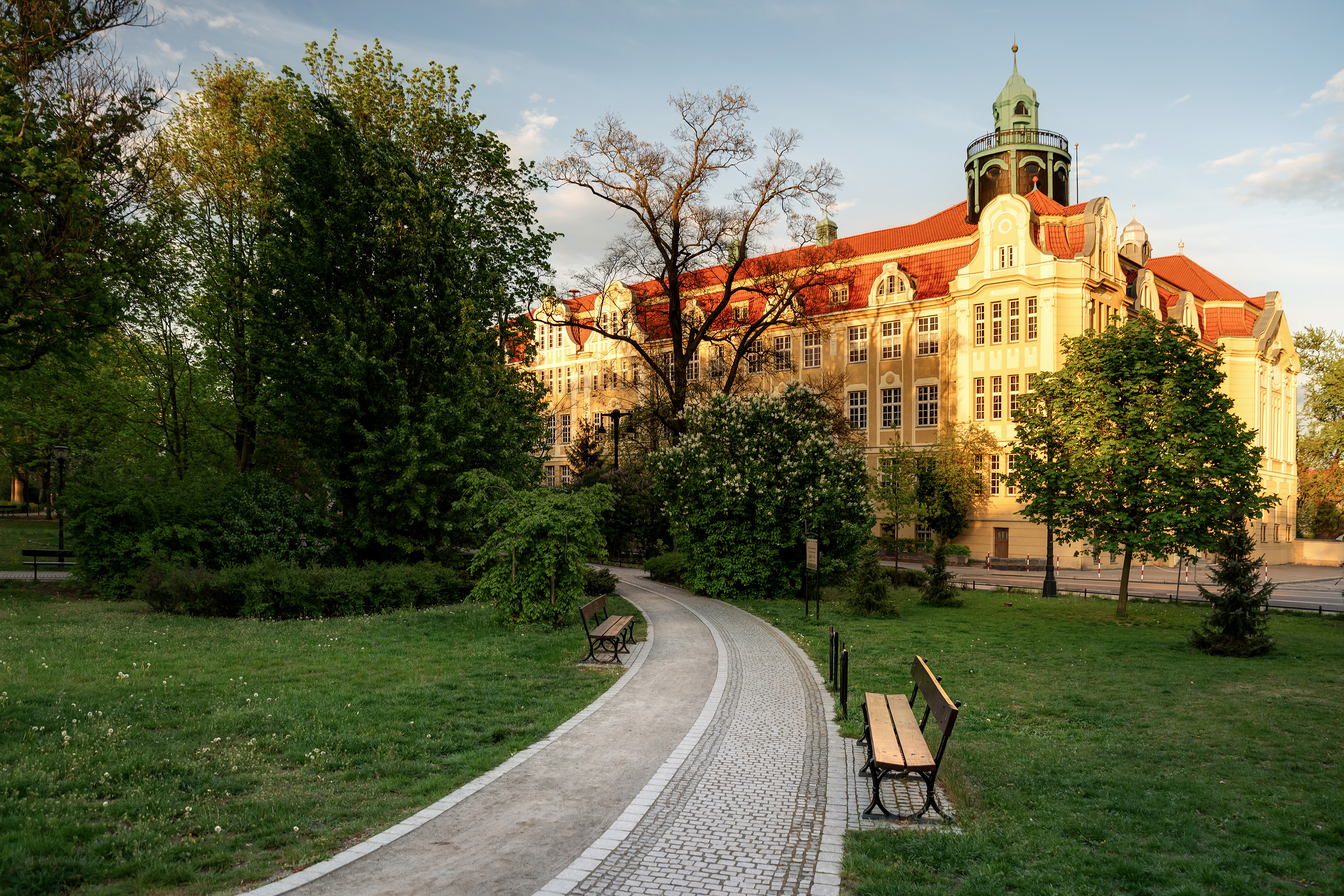
Z widokiem na Copernicanum

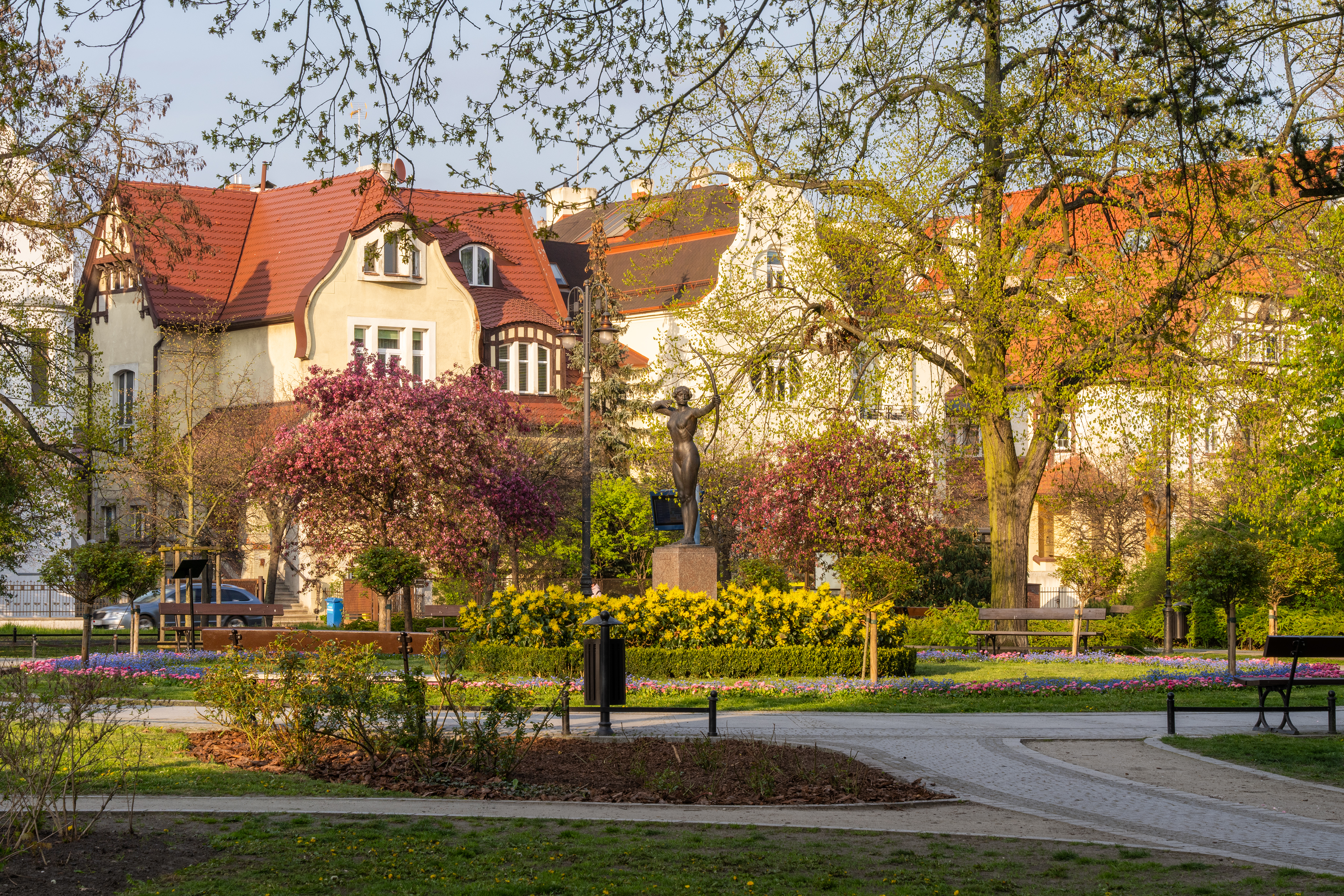
Łuczniczka na skwerze

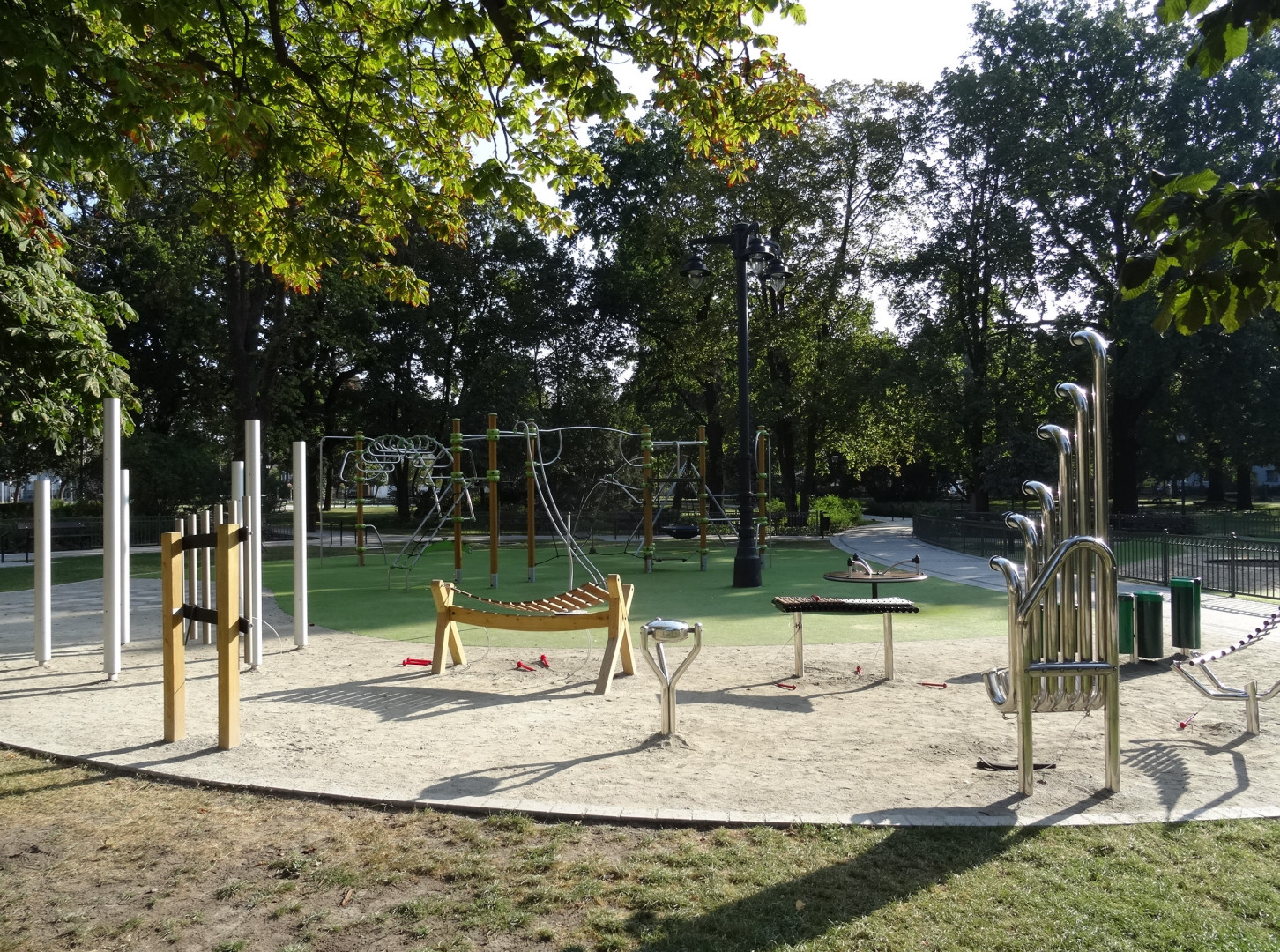
Muzyczny plac zabaw

Park Jana Kochanowskiego – park miejski w Bydgoszczy, liczący 3,15 hektarów powierzchni, położony w tzw. dzielnicy muzycznej.

## Lokalizacja
Park jest usytuowany we wschodniej części Śródmieścia Bydgoszczy, na terenie rozplanowanym urbanistycznie w 1903 r. w formie miasta-ogrodu. Teren zajmowany przez park posiada wymiary: 120 × 250 m i jest położony między ulicami: 20 stycznia 1920 r., aleją Adama Mickiewicza, ul. Ignacego Jana Paderewskiego i ul. Kołłątaja. Z uwagi na sąsiedztwo placówek kulturalnych (filharmonia, teatr), szkół i uczelni muzycznych oraz galerii pomników kompozytorów i wirtuozów – park wraz z otoczeniem wchodzi w skład bydgoskiej dzielnicy muzycznej.

## Historia
Park Jana Kochanowskiego urządzono według projektu dyrektora Ogrodów Miejskich Konrada Neumanna w roku 1901, a jego wielkość wynosiła 2,8 ha. Park został założony między ulicami wytyczonymi w 1903 r., a zabudowywanymi do 1911 r. Wykonano go w stylu angielskiego parku krajobrazowego z ok. 80 gatunkami drzew i krzewów ozdobnych. Do starych drzew, rosnących na tym terenie wkomponowano drzewostan, składający się głównie z gatunków rodzimych. Główne wejście do parku było usytuowane u zbiegu ulicy Słowackiego i 20 stycznia 1920 r. Na osi głównego wejścia znajdował się duży reprezentacyjny kwietnik bylinowy, podwyższony w części środkowej. W głębi parku znajdował się natomiast trawnik obsadzony różami i niskimi krzewami. Od strony ulicy Słowackiego istniał pas róż, za nim krzewy, a dalej drzewa.
31 lipca 1927 roku odbyła się w parku uroczystość odsłonięcia pierwszego w Polsce pomnika Henryka Sienkiewicza. Rok później na lodowisku przy parku rozpoczęła rozgrywki sekcja hokejowa bydgoskiej Polonii.
W 1938 r. w  parku zarejestrowano 84 gatunki drzew i krzewów, wśród których znajdowały się: brzoza omszona, świdła pospolita, głóg jednoszyjkowy, głóg ostrogowy, indygowe drzewo, olsza wielkolistna, kasztan jadalny, oliwnik wąskolistny, słonin srebrzysty, halimodendron, czarodziejski orzech, magnolia, jaśmin ogrodowy, topola balsamiczna, topola biała, antypka, dąb szypułkowy, robinia, sumak penkowiec, bez czarny, bez strzępiasty, wierzba biała, lipa drobnolistna, lipa połyskująca, wiąz górski, wiąz górski płaczący, jodła balsamiczna, jodła wspaniała, jodła kalifornijska, cyprysik groszkowy, cypr groszkowaty, cypr żółty, cypr pierzasty, świerk pospolity, wierzba biała – zwisła, jodła Douglasa, jodła Douglasa siwa, świerk kłujący, sosna kosówka, sosna amerykańska, sosna limba, cis pospolity, jodła kanadyjska, klon jesionolistny, Bożodrzew gruczołowaty, klon jawor, klon pospolity, klon polny, klon srebrzysty, kasztanowiec pospolity, kasztanowiec czerwony, buk czerwony, buk zwyczajny, grab parasolowaty i grab pospolity.
Do osobliwości parku należały: wiązy górskie i topole o wysokości 25 metrów, dęby szypułkowe o wymiarach pnia 300-480 cm, klon srebrzysty, graby parasolowate.
W czasie drugiej wojny światowej część drzewostanu uległa zniszczeniu, stąd wynikła konieczność nowych nasadzeń w latach powojennych. W roku 1952, w czasie budowy szaletów publicznych, wycięto niepotrzebnie 4 dęby szypułkowe o wymiarach pnia 400 cm. W 1958 roku granica parku została przesunięta nieznacznie na południe, co było związane z budową Filharmonii Pomorskiej. W 1960 roku w północnej części parku umieszczono figurę Łuczniczki. Zlikwidowano wówczas jedną z głównych ścieżek parku, wprowadzając na jego miejsce prostokątny skwer, służący wyeksponowaniu Łuczniczki.
W 2014 roku rozpoczęto odnowienie założenia parkowego, mające uwypuklić jego historyczny charakter oraz związki z dzielnicą muzyczną. W celu zwiększenia dobrostanu kasztanowców i lip zerwana została nawierzchnia części asfaltowych alejek z lat 60. XX wieku. Zgodnie z pierwotnym projektem parku Conrada Neumanna z 1901 dokonano nowych nasadzeń takich gatunków, jak graby, brzozy, daglezje, magnolie, platany, odmiany berberysów, rokitnika, pięciorników czy bzów. Reprezentacyjne części parku ozdobiono dywanami kwiatowymi z roślin jednorocznych. Zainstalowano nowe oświetlenie oraz monitoring (10 kamer w tym 2 obrotowe). Z uwagi na położenie parku w tzw. dzielnicy muzycznej nawierzchnie alejek zaaranżowano na podobieństwo klawiatury fortepianu, a opisy rzeźb kompozytorów umieszczono na tabliczkach stylizowanych na pulpity nutowe. Elementem upiększającym była również budowa nowej fontanny typu "światło i dźwięk" przed Filharmonią Pomorską, która zastąpiła wcześniejszy wodotrysk i została w pełni uruchomiona 23 maja 2014. Jednocześnie usunięto z parku, stojącą przy ul. Mickiewicza, budkę z lodami, obecną w tym miejscu przez kilka dziesięcioleci. Odnowiony kosztem 4,5 mln zł park oddano do użytku 13 sierpnia 2015. Jedną z jego atrakcji jest plac zabaw dla dzieci wyposażony m.in. w instrumenty muzyczne (bębenek, dzwony rurowe i ksylofon).
Rewitalizacja parku wywołała ponadto kontrowersje społeczne związane z usunięciem 43 stuletnich drzew. Jak się okazało, wydanie przez prezydenta miasta pozwolenia na wycinkę odbyło się z naruszeniem prawa, a wydana w tej sprawie decyzja została uchylona przez Samorządowe Kolegium Odwoławcze.
W 2017 w pniach starych drzew w parku urządzono stacje bookcrossingowe, a w 2018 na sąsiadującej z parkiem ul. 20 Stycznia 1920 wykonany został mural autorstwa Juliana Nowickiego przedstawiający dwa anioły na tle pięciolinii.

## Nazwy
W przekroju historycznym park posiadał następujące nazwy:
- 1910–1920 – Bismarck Garten,
- 1920–1939 – park (plac) Jana Kochanowskiego,
- 1939–1945 – Bismarck Garten,
- od 1945 – park Jana Kochanowskiego.

Patronem parku jest Jan Kochanowski – polski poeta z epoki renesansu.

## Pomniki
Park Jana Kochanowskiego ze wszystkich parków bydgoskich wyróżnia się dużą liczbą pomników. W 1927 r. w parku odsłonięto pierwszy w Polsce pomnik Henryka Sienkiewicza autorstwa prof. Konstantego Laszczki w obecności wielotysięcznej publiczności, setki oficjeli oraz prezydenta Polski Ignacego Mościckiego.
Od 1960 r. w parku znajduje się najcenniejsza rzeźba publiczna w Bydgoszczy, uznawana za symbol miasta – „Łuczniczka”. Ponadto z uwagi na sąsiedztwo Filharmonii Pomorskiej i Akademii Muzycznej w parku ulokowano kolekcję rzeźb wybitniejszych kompozytorów i wirtuozów muzyki poważnej.
W 2010 r. w parku znajdowały się następujące pomniki:
- Łuczniczka, proj. Ferdinand Lepcke 1910 r.,
- pomnik Henryka Sienkiewicza, proj. Stanisław Horno-Popławski, 1969 r.,
- pomnik martyrologiczny[15]ku czci 50 gimnazjalistów zamordowanych 5 września 1939 r., proj. Józef Makowski,
- galeria pomników kompozytorów i wirtuozów w Bydgoszczy – 10 posągów i 5 popiersi wybitnych kompozytorów polskich i zagranicznych oraz wirtuozów muzyki poważnej,
- pomnik Andrzeja Szwalbe, proj. Michał Kubiak, 2007 r.

## Zieleń
Park im. Jana Kochanowskiego posiada drzewostan złożony głównie z gatunków rodzimych: dębów, grabów, buków i  jaworów. Wśród gatunków obcych są m.in.: buki czerwone i kasztanowce białe.
Do najciekawszych gatunków drzew znajdujących się w parku należą: kasztanowiec czerwony, buk pospolity odmiana purpurowa i odmiana stożkowa.
Naturalną osłonę sąsiadującej z parkiem Filharmonii Pomorskiej tworzy szpaler kasztanowców czerwonych oraz graby parasolowate.
Z kolei przy gmachu Akademii Muzycznej rosną klony srebrzyste, wielkie dęby szypułkowe i rzadkie gatunki iglaste (jedlica, sosna wejmutka, jałowce sabińskie).
W parku im. J. Kochanowskiego wraz z okolicą Filharmonii łącznie skupionych jest 21 okazów pomników przyrody, co daje drugie miejsce wśród bydgoskich parków.
Pomniki przyrody w parku Jana Kochanowskiego i jego najbliższym otoczeniu:
| Nr | Typ                              | Lokalizacja                           | Sztuk | Obwód na rok 2011               |
| 1. | Olsza sercolistna                | w południowej części parku            | 2     | 172 i 145 cm                    |
| 2. | Topola czarna                    | w części centralnej                   | 2     | 421 i 510 cm                    |
| 3. | Dąb szypułkowy                   | w części centralnej parku             | 2     | 322 i 344 cm                    |
| 4. | Kasztanowiec czerwony            | wokół gmachu Filharmonii Pomorskiej   | 6     | od 170 do 234 cm                |
| 5. | Głóg dwuszyjkowy                 | ul. H. Kołłątaja 4                    | 1     | 176 cm                          |
| 6. | Dąb szypułkowy odmiany stożkowej | w centralnej części parku "Strażnicy" | 2     | brak danych                     |
| 7. | Dąb szypułkowy                   | teren całego parku "Dęby Jana"        | 6     | 270, 283, 294, 296, 306, 312 cm |

## Galeria

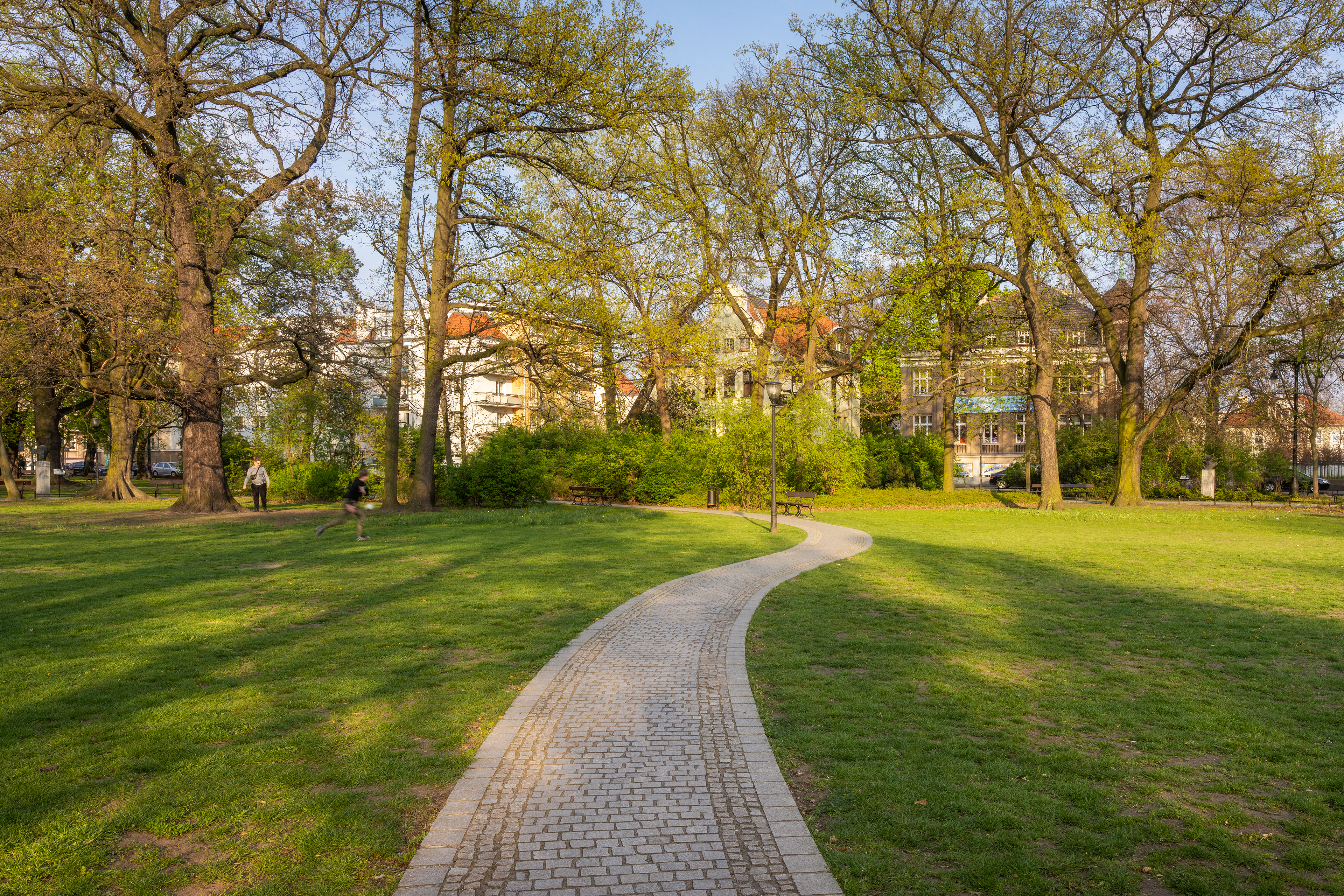
Polana
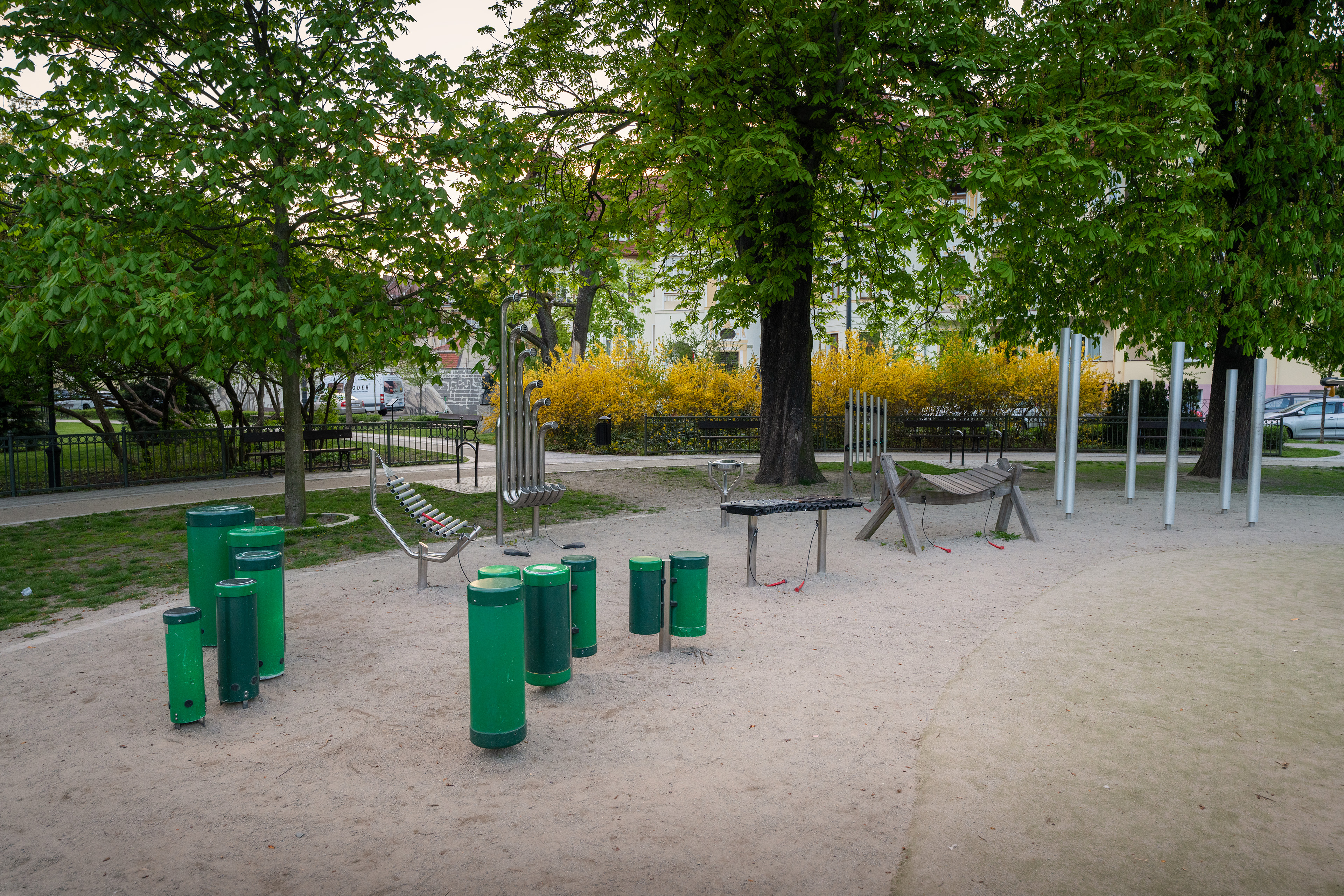
Instrumenty na placu zabaw
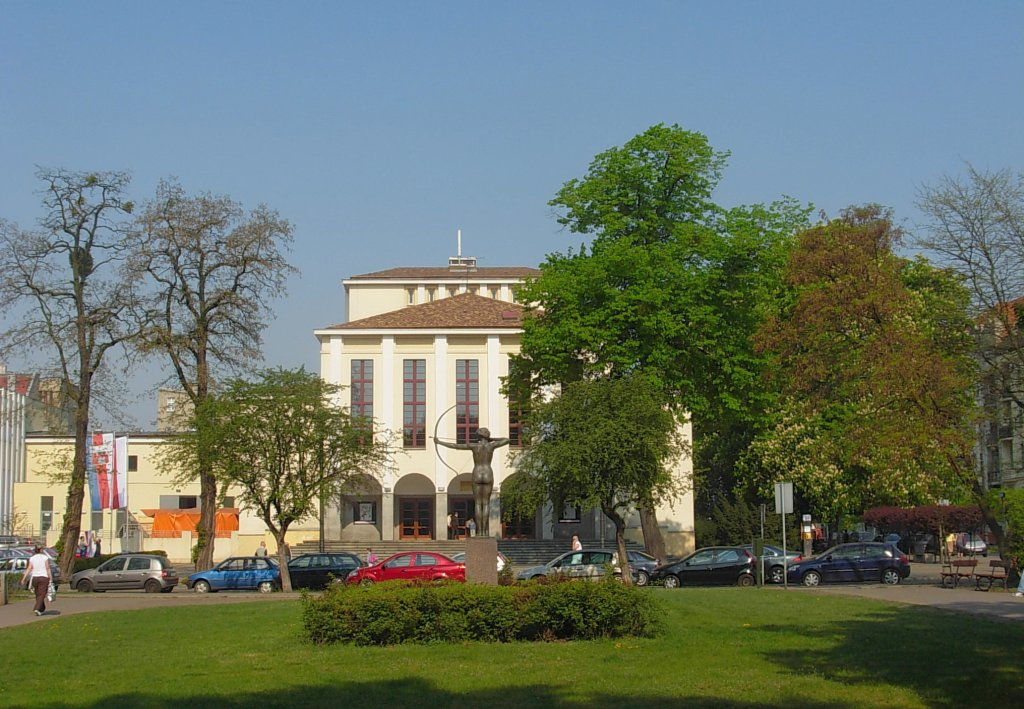
Łuczniczka przed Teatrem Polskim
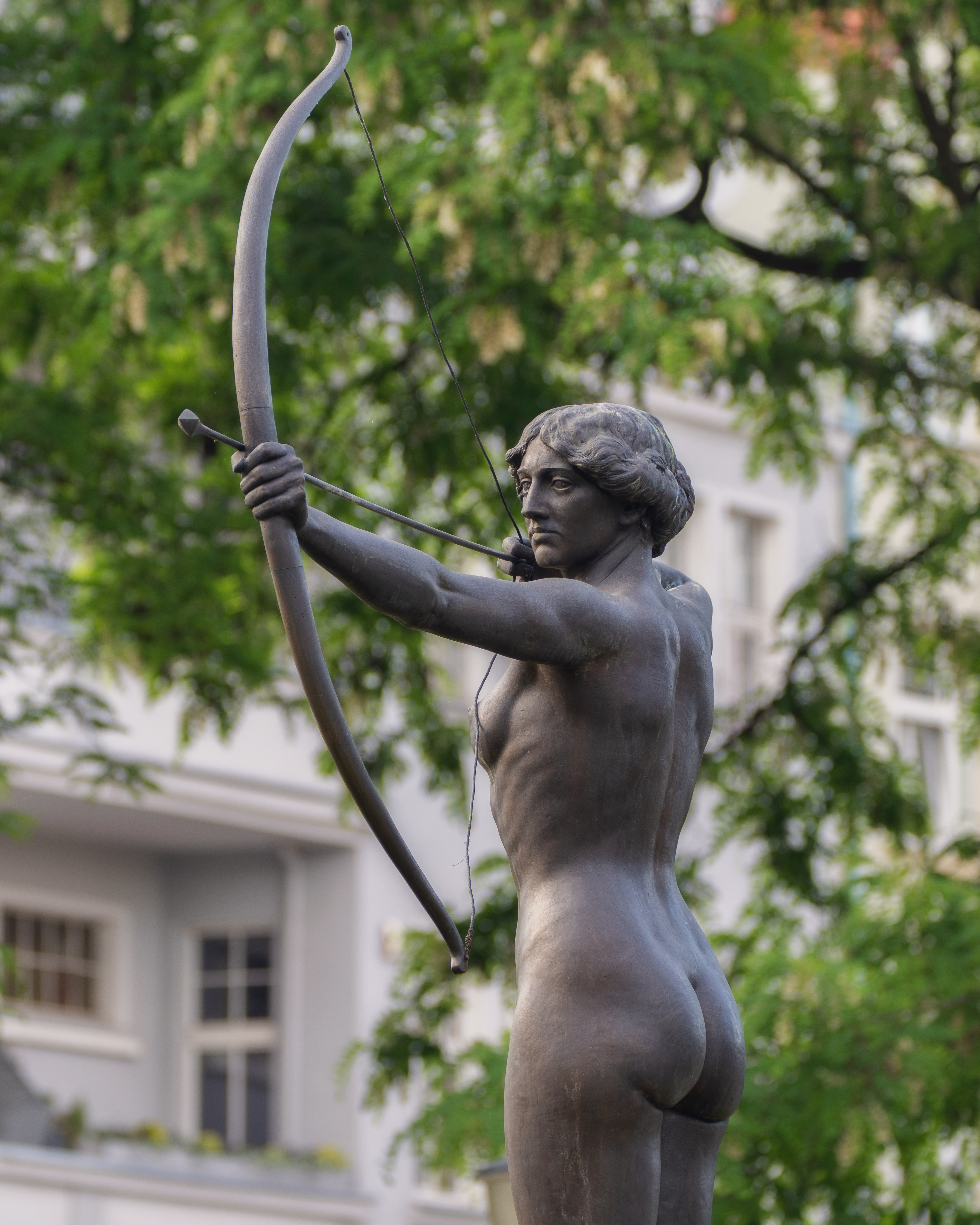
Łuczniczka
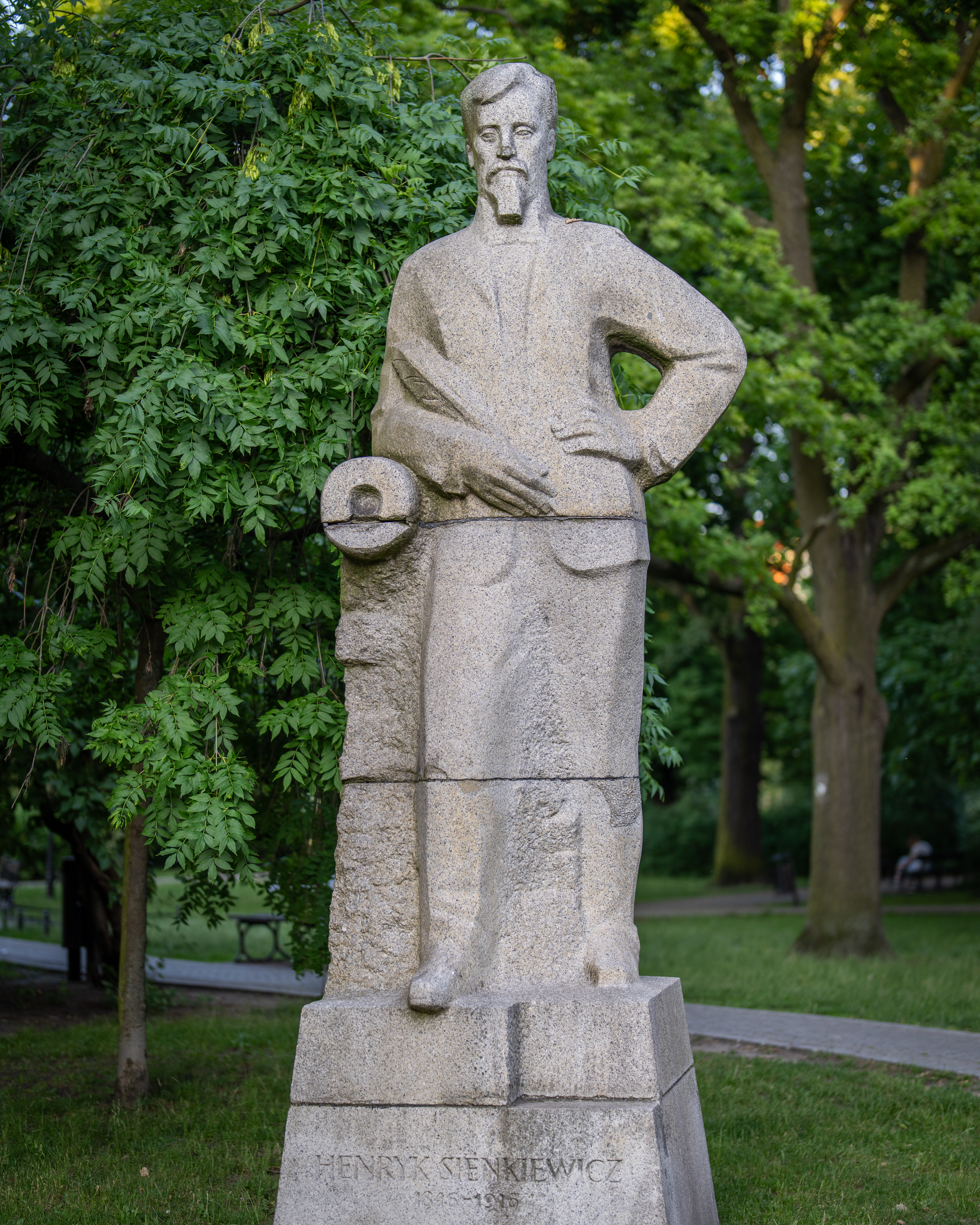
Pomnik Henryka Sienkiewicza
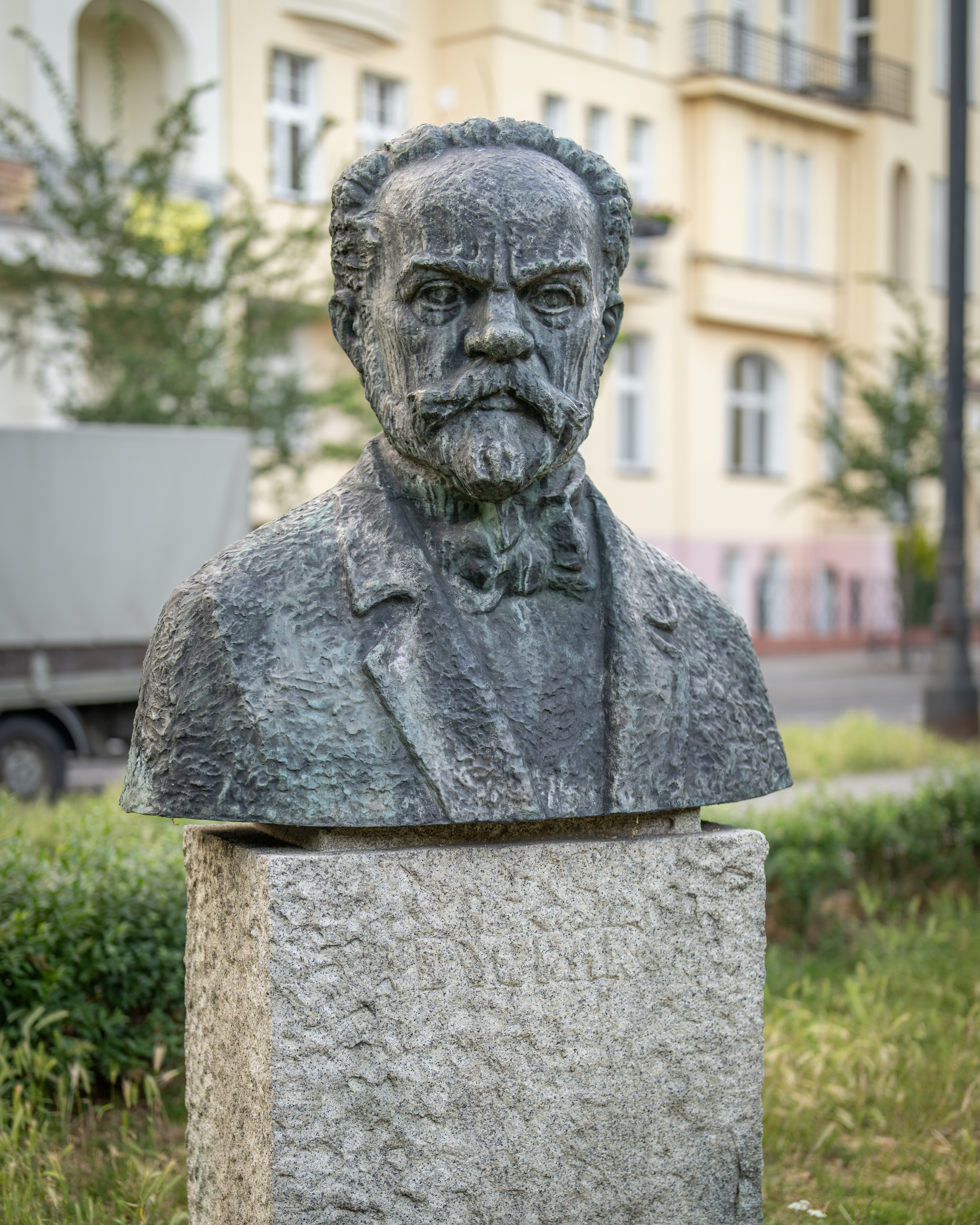
Popiersie Antonína Dvořáka
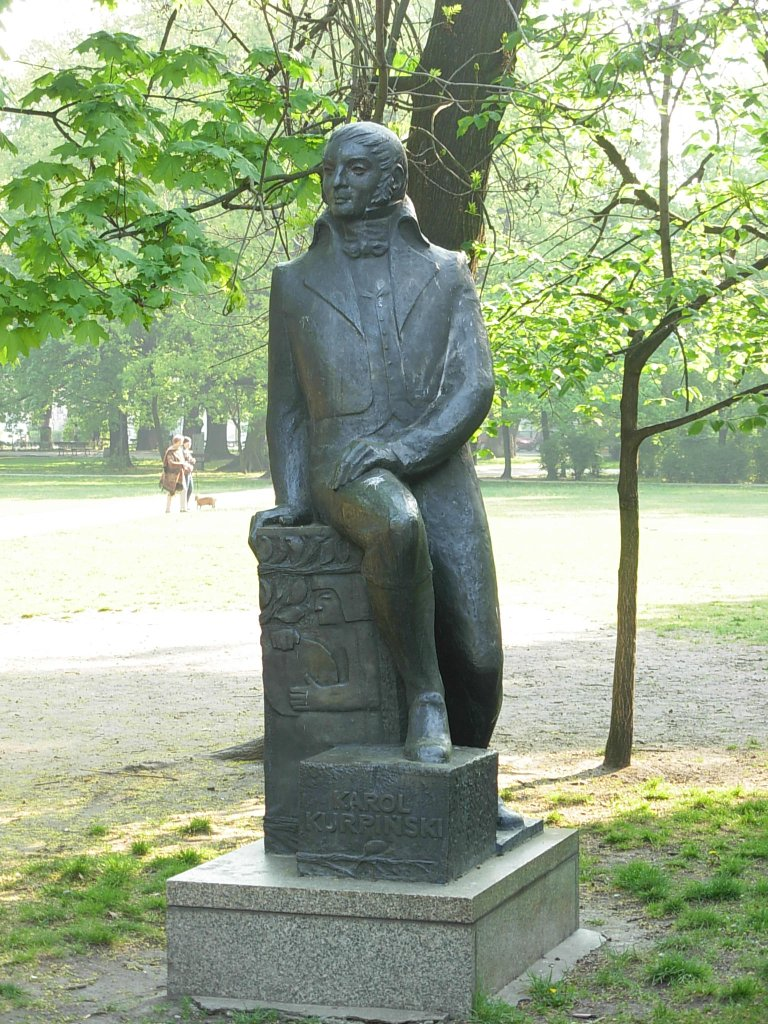
Posąg Karola Kurpińskiego
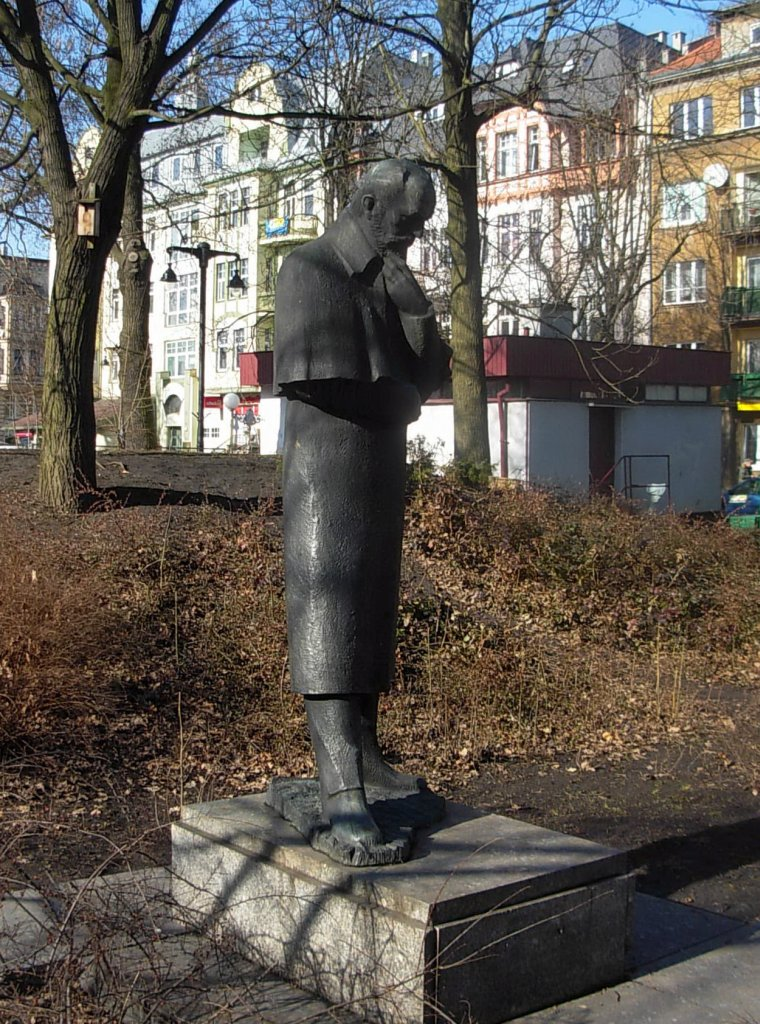
Posąg Piotra Czajkowskiego
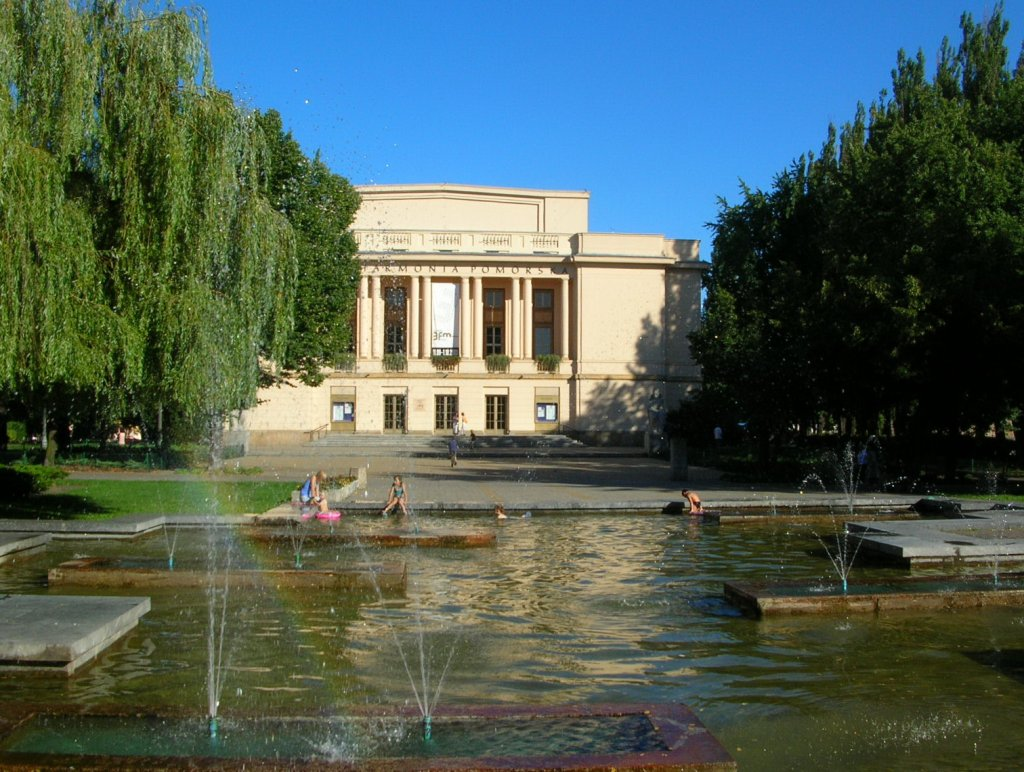
Fontanna przed Filharmonią Pomorską
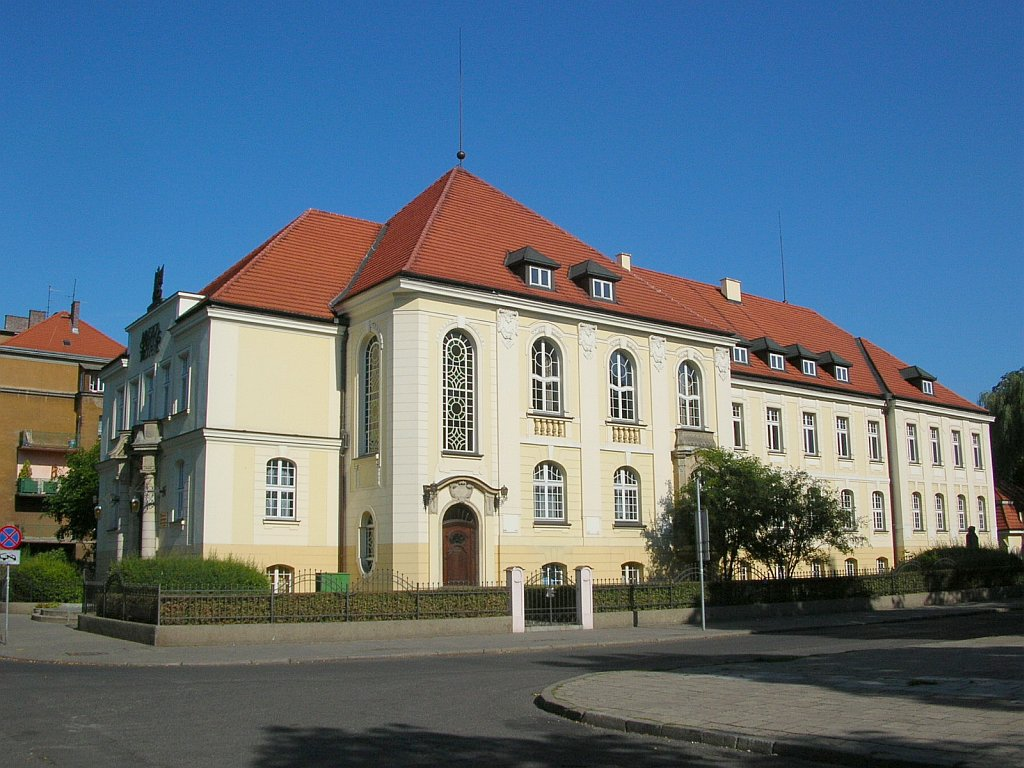
Budynek Akademii Muzycznej sąsiadujący z parkiem
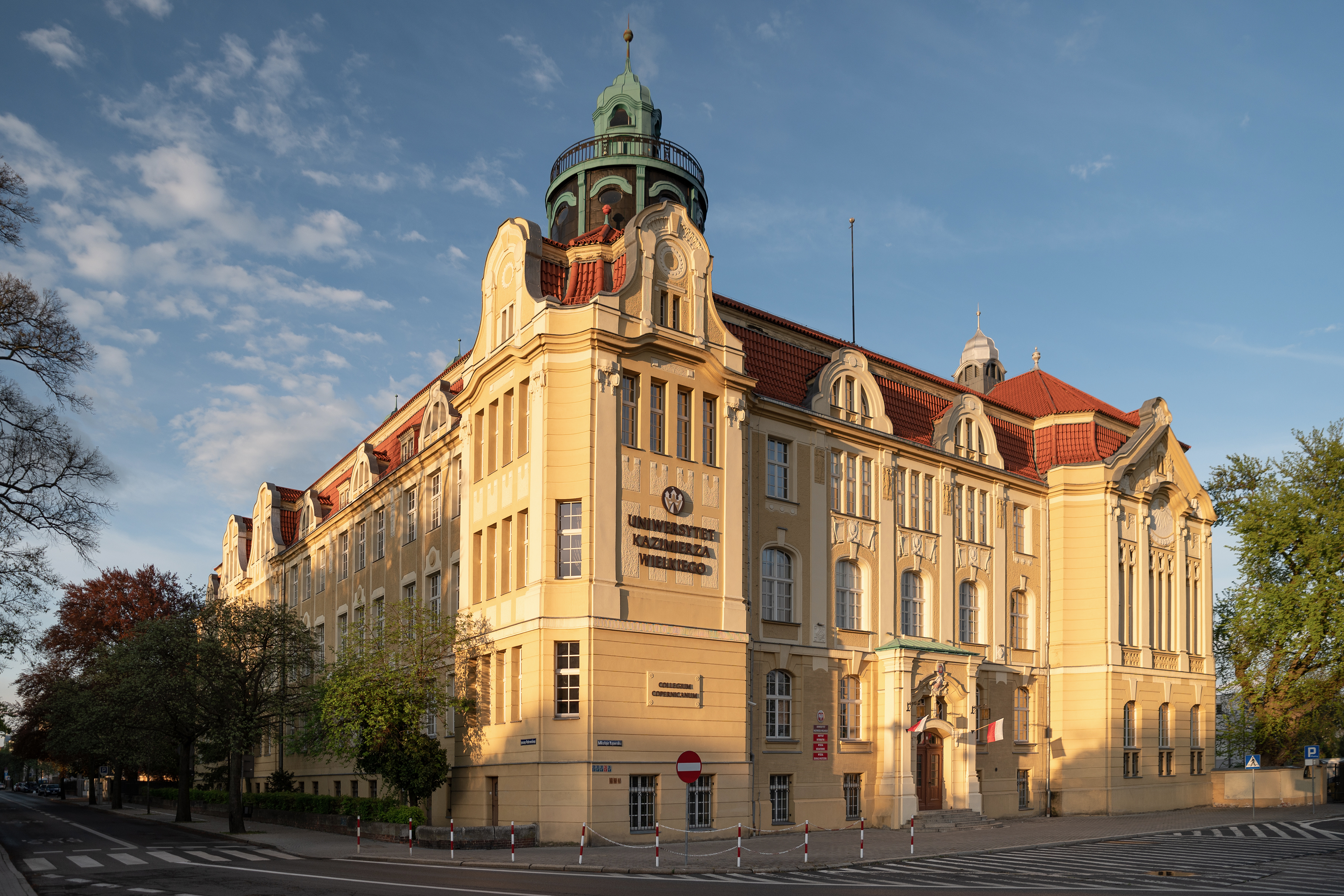
Copernicanum
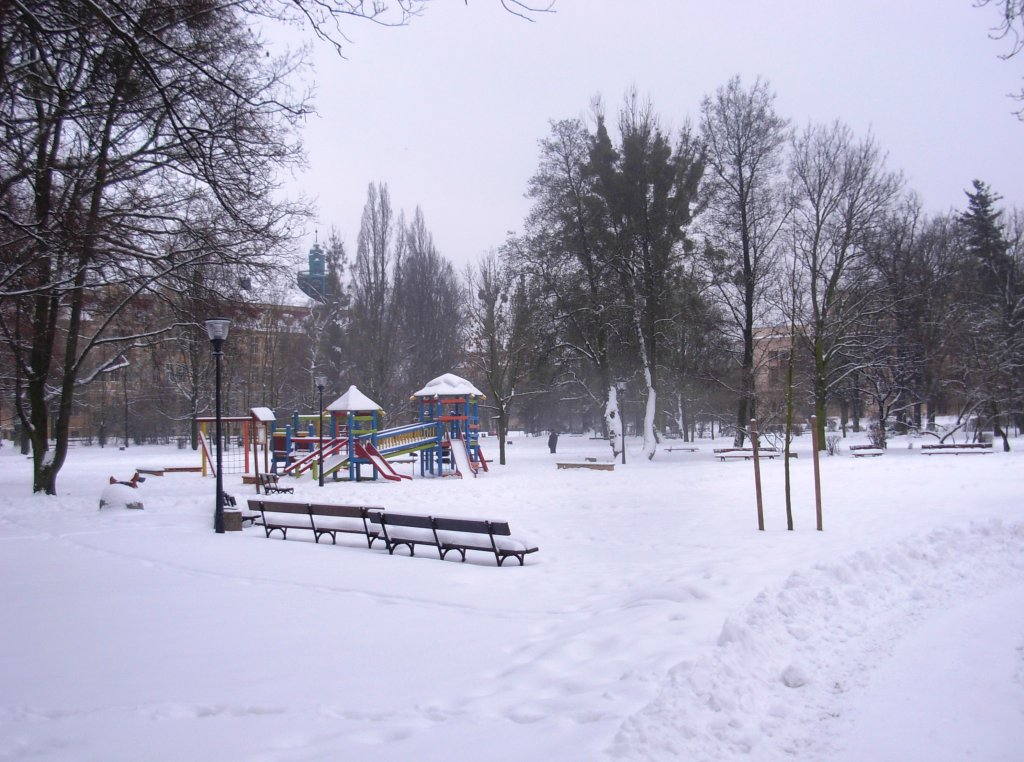
Park zimą